# Paola Pigani
Paola Pigani (* 28. Juni 1963 im Département Charente in Frankreich) ist eine französische Dichterin, Autorin und Fotografin.

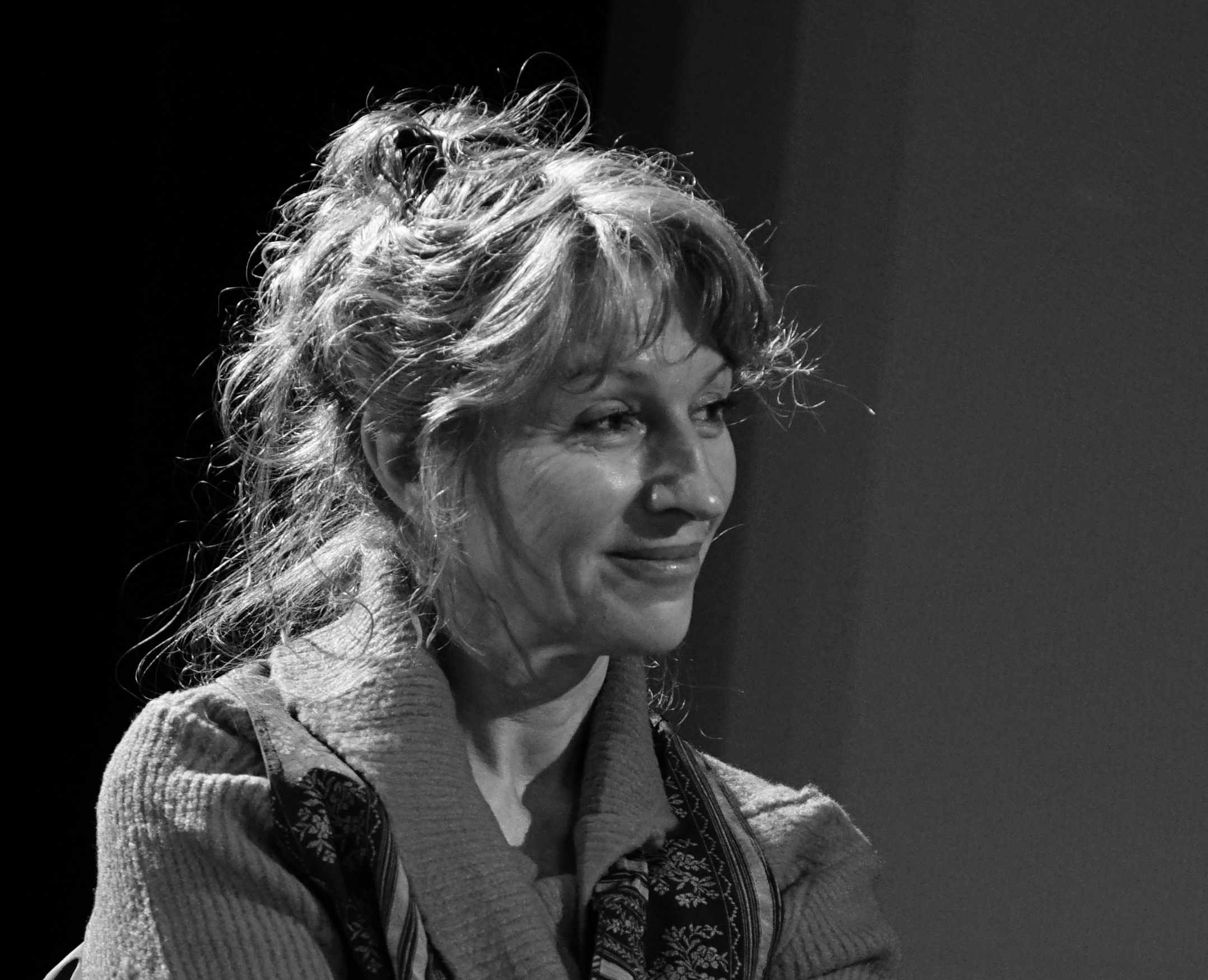
2019

## Leben
Pigani begann in den 1990er Jahren Gedichte zu schreiben. Bisher wurde erst eine Gedichtsammlung 1999 gedruckt. Seit 2003 erschienen bei verschiedenen französischen Verlagen mehrere Sammelbände mit Kurzgeschichten, denen 2013 ihr erster Roman folgte. 2014 soll eine weitere Gedichtsammlung folgen.

## Preise und Auszeichnungen
- 2006: Prix Prométhée de la Nouvelle für Concertina

## Werke
Dichtung
- 1998: Du vent des villes au feu de toi, unveröffentlicht.
- 1999: Le ciel à rebours. Éditions Jalons, Presses de la cité.
- 2002: Dans ce revers du monde, unveröffentlicht.
- 2010: La renouée aux oiseaux unveröffentlicht.
- 2012: Si je demeure, unveröffentlicht.

Kurzgeschichten
- 2003: Scènes de rue, Sammelband. Éditions Bibliopolis.
- 2004: Relevé d'empreinte, Sammelband. Éditions La Passe du vent.
- 2006: Concertina, Sammelband. Éditions du Rocher.

Romane
- 2013: N'Entre pas dans mon âme avec tes chaussures. Éditions Liana Lévi, Paris, ISBN 978-2-86746-688-5; als E-Book ISBN 978-2-86746-693-9.